# Rick Kruys
Rick Kruys (Utrecht, 9 maggio 1985) è un allenatore di calcio ed ex calciatore olandese, di ruolo centrocampista, tecnico del Volendam.

## Palmarès

### Giocatore

#### Club
- Coppa dei Paesi Bassi: 1

Utrecht: 2003-2004
- Supercoppa dei Paesi Bassi: 1

Utrecht: 2004
- Campionato svedese: 1

Malmö FF: 2010

### Allenatore
- Eerste Divisie: 1

Volendam: 2024-2025